# Ariogaesus

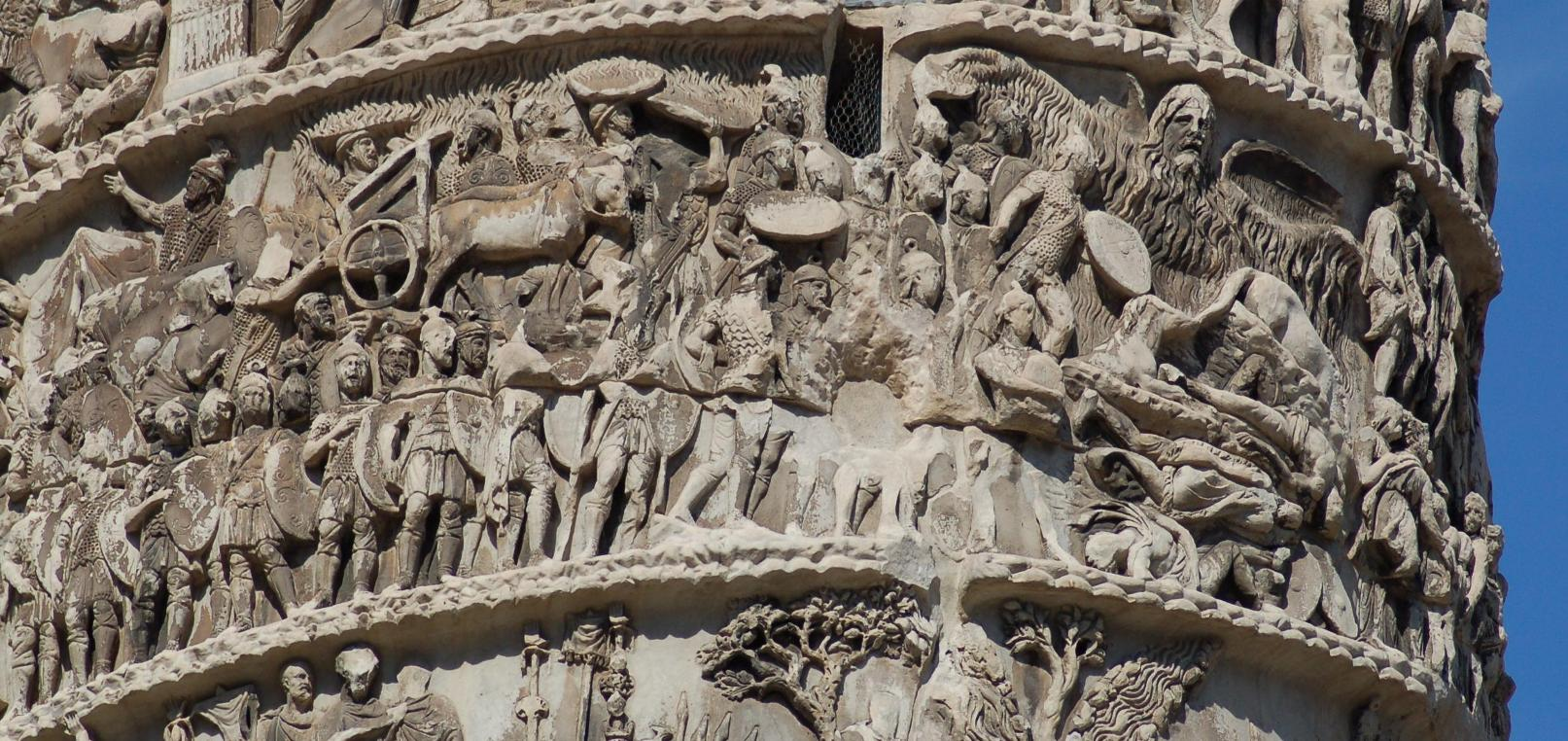
Války Kvádů s Římany – vyobrazení na sloupu Marca Aurelia na náměstí Piazza Colonna v Římě.

Ariogaesus také Ariogaisos (latinsky Ariogaisus ) (2. století? – 2. století?) byl kvádský král a válečník ve druhé polovině 2. století v době Markomanských válek. Během jeho života Kvádové obývali území středního Dunaje. 
Ariogaesus je zmíněn v Historia Romana Cassia Dia. Než se Ariogaesus stal vládcem Kvádů, jejich král Furtius uzavřel mírovou smlouvu s Marcem Aureliem, což se kvádské nobilitě nelíbilo a tak vládce Furtia sesadila a novým králem zvolila Ariogaesa. Marcus Aurelius odmítl uznat nového kvádského vládce. Kvádové naopak odmítli vydat římské válečné zajatce. V důsledku toho se Marcus Aurelius v roce 174 vydal na válečnou výpravu proti Kvádům. Slíbil tisíc zlatých každému, kdo mu přivede živého Ariogaesa, a pět set zlatých těm, kteří ho dokážou zabít a dodat mu jeho hlavu. Když byl Ariogaesus nakonec zajat, Marcus Aurelius ho poslal do Alexandrie.
Existence germánské královské vrstvy je doložena archeologickým objevem královské hrobky u Mušova.